# 9º Reggimento d'assalto paracadutisti "Col Moschin"
Il 9º Reggimento d'assalto paracadutisti "Col Moschin" è il reparto di incursori (Tier 1) dell'Esercito Italiano. Dal 20 settembre 1954 è il precursore dei reparti delle forze speciali italiane.
Il Reggimento "Col Moschin" è inquadrato nel Comando delle forze speciali dell'Esercito e tiene in custodia la bandiera del IX Reparto d'Assalto, del quale ha ereditato sia l'anno di costituzione (1918), sia il nome del luogo che fu teatro di un'epica azione, sia le mostrine (fiamme nere degli Arditi), riadottate nel 2006. Dal 1995, nel quadro di ristrutturazione dell'Esercito Italiano, è passato da battaglione a reggimento.
La base del reggimento è a Livorno, presso la caserma "Vannucci". Esiste anche un centro di addestramento in provincia di Pisa, denominato Base addestramento incursori (BAI), situato nel parco regionale di San Rossore (ex tenuta presidenziale) vicino alla foce del fiume Arno, utilizzato per le attività anfibie e subacquee del reggimento.
Svolge compiti altamente strategici per la sicurezza e la difesa della nazione e operazioni ad alto rischio appositamente designate, pianificate e organizzate utilizzando tecniche e modalità di impiego non convenzionali. Gli incursori che ne fanno parte sono addestrati per compiere missioni di combattimento ad azione diretta e indiretta, anche in ambienti e contesti particolarmente ostili e a grande distanza dalle unità amiche, in contesti asimmetrici, operando solitamente sulla base di piccoli gruppi o "distaccamenti".
Per l'attività operativa dipendono dal COFS, il Comando interforze per le operazioni delle forze speciali.
L'addestramento è tra i più duri e selettivi delle forze armate italiane e la qualifica di incursore si ottiene solo dopo un lungo iter addestrativo che dura circa due anni.

## Storia

### Prima guerra mondiale

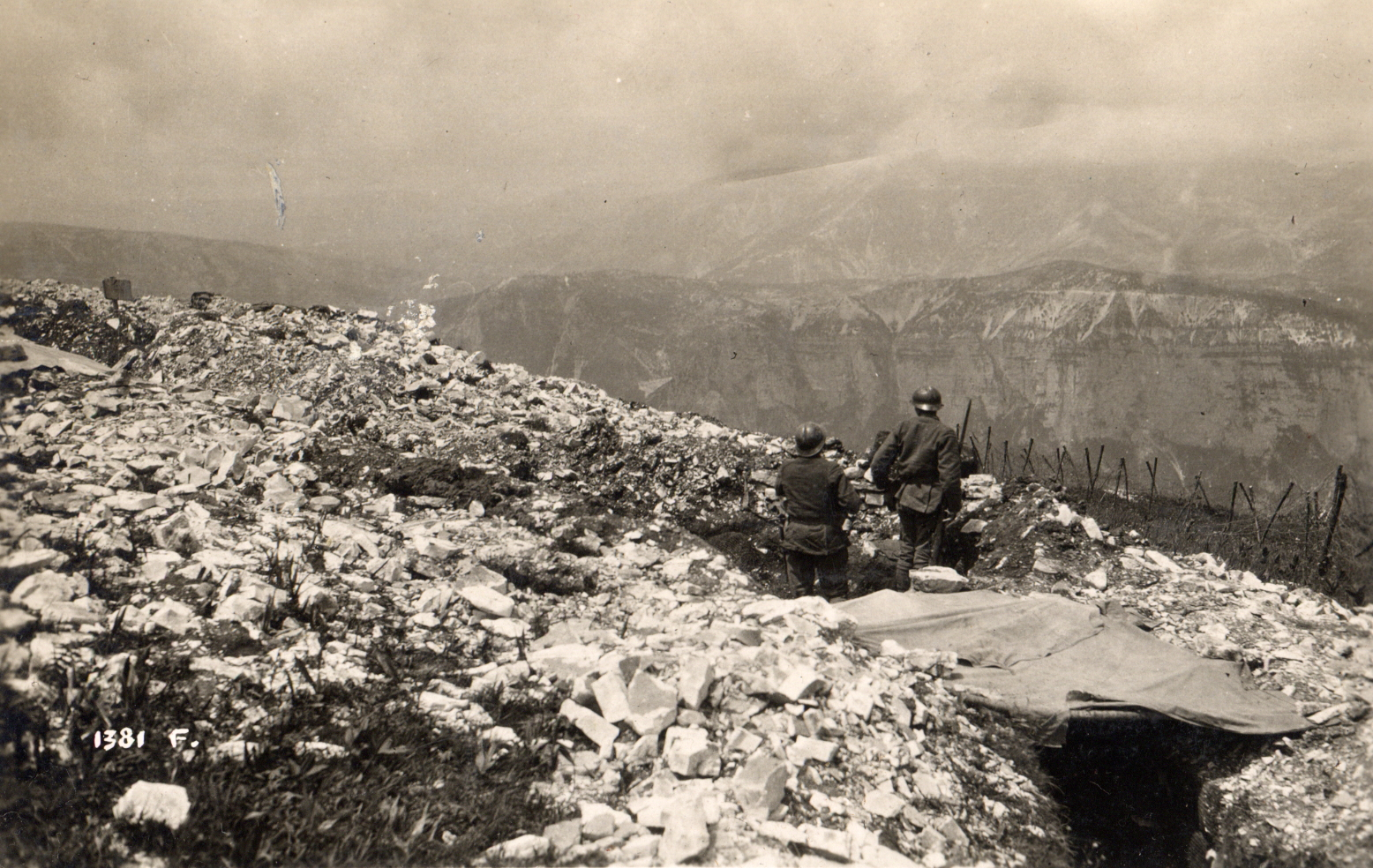
Trincee italiane sul Col Moschin (monte Grappa)

La storia del Reggimento può essere associata a quella di alcune unità di Arditi della prima guerra mondiale, in particolare il IX Reparto d'assalto. Gli arditi si imposero sulla scena militare, guadagnandosi una fama impressionante grazie ai loro atti di eroismo e per la violenza delle loro azioni. Gli Arditi erano specialisti degli assalti con lancio di bombe a mano e con combattimenti all'arma bianca nelle trincee nemiche.
Il IX Reparto, in particolare, si distinse sul monte Grappa, dove il 15 giugno 1918 salì urgentemente in quota con 600 arditi guidati dal maggiore Giovanni Messe per recuperare le linee perdute. Alle 22, Valle San Lorenzo, Col Fagheron e Col Fenilon erano riconquistati. Rimaneva il Col Moschin. Alle 7:10 di mattina del 16 giugno 1918, gli Arditi di Messe (nonostante l’artiglieria italiana non avesse ancora allungato il tiro come da ordini) partirono all'attacco del Col Moschin (comune di Solagna). Dopo dieci minuti, la sommità veniva ripresa, peraltro facendo numerosi prigionieri (più di 300) e sottraendo molte mitragliatrici. Pochi giorni dopo prese parte alla conquista dell'Asolone (comune di Pove), che costò al IX un enorme tributo di sangue e fu solo temporanea, perché un contrattacco avversario ebbe la meglio sulle sue forze esauste. In poche ore il IX perse quasi il 50% degli effettivi.

### Seconda guerra mondiale
Nel corso della seconda guerra mondiale, il 20 luglio 1942, si costituisce a Santa Severa un Reggimento arditi, che pochi mesi dopo viene denominato 10º Reggimento arditi. Il reparto, con mostrina dalle fiamme azzurre, opera alle dipendenze dell'Ufficio operazioni dello stato maggiore del Regio Esercito. Impiegato in operazioni dietro le linee nemiche in Tunisia, Algeria, e nella Sicilia invasa dagli Alleati, cessa di esistere l'8 settembre del 1943.

#### Guerra di Liberazione
Il I Battaglione, noto anche come battaglione arditi "Boschetti" dal nome del suo comandante, originariamente su tre compagnie numerate 101ª, 102ª e 103ª (paracadutisti, nuotatori poi "da sbarco" e camionette poi "terrestre"), dislocato in Sardegna nel gennaio del 1943, dopo la proclamazione dell'armistizio dell'8 settembre 1943 rimase dislocato nell'isola in funzione di riserva mobile.
Ridenominato IX reparto d'assalto, venne riordinato nel 1944 su una compagnia da sbarco, una terrestre e una speciale (102ª, 123ª e 110ª) entrando a far parte dal 20 marzo del 1944 nel 1º Raggruppamento Motorizzato in via di trasformazione in Corpo Italiano di Liberazione, inquadrando dal 27 giugno anche lo Squadrone Volontari "Guide" che ha rappresentato l'Arma di Cavalleria nel Corpo Italiano di Liberazione. Il IX Reparto d'Assalto "Arditi" a giugno è impegnato nelle Marche. Dopo 18 giorni di aspri combattimenti lungo la linea difensiva "Edith" eretta lungo il fiume Musone da Loreto, Osimo e Filottrano dalle forze d'occupazione nazifasciste, non senza innumerevoli tentativi di oltrepassarla da parte di truppe di liberazione polacche, del CIL e della Div. Majella con notevoli perdite, il 18 giugno 1944 viene impiegato il IX Reparto stesso che riesce nell'impresa di sfondamento presso Casenuove di Osimo. Tale coraggiosissima impresa consentì in primis la liberazione di Ancona, determinante logisticamente per lo sfondamento anticipato della Linea Gotica.
Il IX reparto d'assalto venne assegnato alla II Brigata del C.I.L. per essere poi inquadrato, quando il 24 settembre 1944 il C.I.L. venne sciolto, con la denominazione di III Battaglione "Col Moschin" nel 68º Reggimento fanteria del Gruppo di Combattimento "Legnano", partecipando alla guerra di liberazione. Il 9º reggimento d'assalto paracadutisti "Col Moschin" ne ha ereditato le tradizioni.

### Dopoguerra

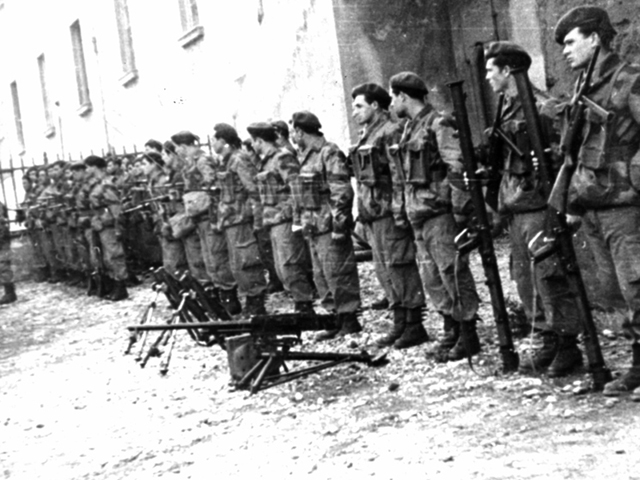
Arditi incursori negli anni '50

Sciolto il 1º agosto 1946, viene ricostituito come Compagnia presso la scuola di fanteria a Cesano il 20 aprile 1953, e un anno dopo diviene Reparto sabotatori paracadutisti. Assegnato alla scuola di paracadutismo di Pisa il 10 maggio 1957, diviene Battaglione sabotatori paracadutisti il 25 settembre 1961.
Segue quindi le sorti della rinata Brigata paracadutisti "Folgore" nella quale viene inquadrato, e nel 1975 assume la denominazione di 9º Battaglione d'assalto paracadutisti "Col Moschin". Nell'ottobre 1976 venne consegnata al battaglione la bandiera di guerra del X Reggimento arditi.

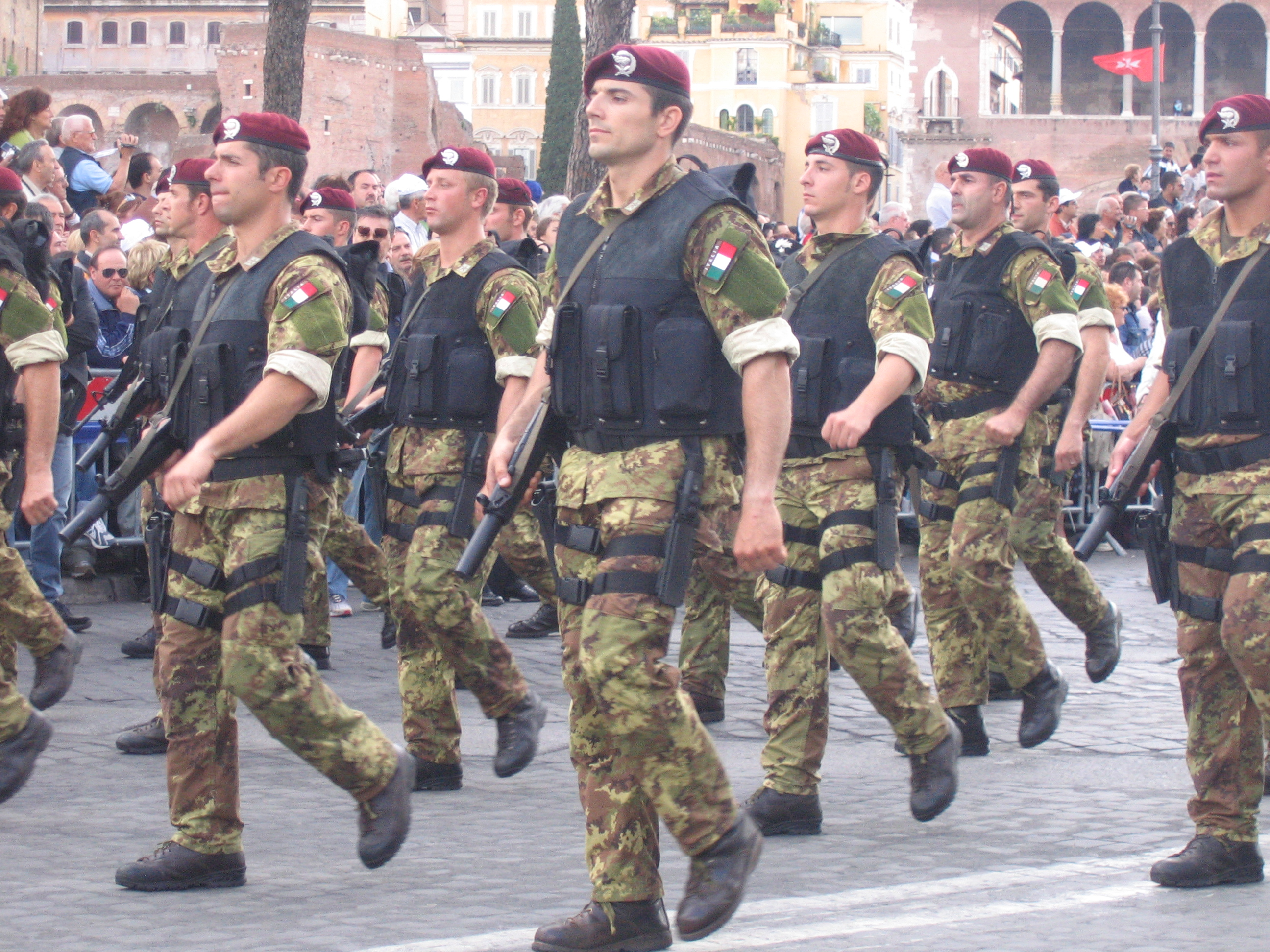
Incursori del Col Moschin durante la parata del 2 giugno 2007

Il 30 dicembre 1985 nacquero i Gruppi operativi speciali (GOS) su disposizione dell'allora ministro della Difesa Spadolini, e furono chiamati a farne parte una quota del "Col Moschin" e una del COMSUBIN della Marina, anche per operazioni con il SISMI.
Nel 1995 da battaglione diventa reggimento e assume la denominazione di 9º Reggimento d'assalto paracadutisti incursori "Col Moschin", con il 1º Battaglione incursori.
Nel 2014 il reggimento lascia la brigata Folgore, per passare al neo costituito Comando delle forze speciali dell'Esercito.
Nell'aprile 2019 viene consegnato il basco grigio-verde che sostituisce quello amaranto, che si aggiunge allo specifico fregio da basco, alle mostrine nere e al distintivo di brevetto con gladio, tutti simboli e fregi degli Arditi.

## I Comandanti
- Magg. Giovanni Messe (1918)
- Magg. Parisi (1919-1920)
- Ten. Col. Giovanni Messe (1920)
- Ten. Col. Domenico Mondelli (1920)
- Col. Renzo Cazzaniga (1942-1943)
- Ten. Col. Guido Boschetti (1942-fine conflitto)
- Magg. Vito Marcianò (1943-fine conflitto)
- Ten. Franco Falcone (1952-1953)
- Cap. Edoardo E. Acconci (1953-1959)
- Ten. Franco Falcone (1959-1960)
- Cap. Francesco Miglioranza (1960-1960)
- Cap. Franco Falcone (1960-1961)
- Magg. Ambrogio Camurani (1961-1963)
- Magg. Edoardo E. Acconci (1963-1964)
- Magg. Domenico Solinas (1964-1965)
- Magg. Antonio Vietri (1965-1967)
- Ten. Col. Italo Cavallino (1967-1969)
- Magg. Ermanno Bassi (1969-1971)
- Ten. Col. Franco Angioni (1971-1972)
- Ten. Col. Vladimiro Rossi (1972-1974)
- Ten. Col. Aldo Pollice (1974-1976)
- Ten. Col. Aniello Colonna (1976-1978)
- Ten. Col. Franco Monticone (1978-1980)
- Ten. Col. Enrico Persi Paoli (1982-1982)
- Ten. Col. Luigi Papisca (1982-1984)
- Ten. Col. Luciano Piacentini (1984-1986)
- Ten. Col. Enrico Persi Paoli (1986-1988)
- Ten. Col. Enrico Ansano Nardi (1988-1991)
- Ten. Col. Marco Bertolini (1991-1993)
- Ten. Col. Emanuele Sblendorio (1993-1995)
- Col. Enrico Ansano Nardi (1995-1995)
- Col. Marco Bertolini (1997-1998)
- Col. Emanuele Sblendorio (1998-2002)
- Col. Michele Brandonisio (2002-2006)
- Col. Nicola Zanelli (2006-2008)
- Col. Giuseppe Faraglia (2008-2011)
- Col. Roberto Vannacci (2011-2014)
- Col. Pietro Addis (2014-2015)
- Col. Paolo Fortezza (2015-2017)
- Col. Giuliano Angelucci (2017-2018)
- Col. Yuri Grossi (2018-2021)
- Col. Luigi Giovanni Isoni (2021-2024)
- Col. Andrea Bandieri (dal 2024)

## Operatività
Il reparto è stato protagonista di numerose operazioni speciali e antiterroristiche in tutto il mondo ed è l'unico ad aver partecipato a tutte le missioni militari all'estero dell'Esercito Italiano dal dopoguerra a oggi.
Il reggimento, inquadrato nel Comando delle forze speciali dell'Esercito, per l'attività operativa dipende dal COFS, il Comando interforze per le operazioni delle forze speciali. Dal 2016 opera anche, su richiesta dell'AISE, per singole missioni riservate all'estero, colmando una lacuna rispetto ai servizi di altri paesi.

## Organizzazione

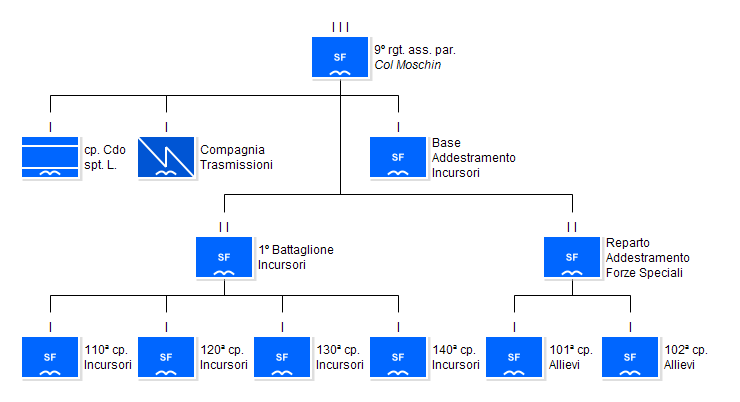
La precedente struttura

9º Reggimento d'Assalto Paracadutisti "Col Moschin"
Con la nuova riorganizzazione il reggimento è disposto su tre battaglioni:
- 1º Battaglione Incursori
- Battaglione Supporto Operativo
  - Compagnia Comando e Supporto Logistico
  - Compagnia C4.
- RAFOS (Reparto Addestramento Forze per Operazioni Speciali)
  - Base Addestramento Incursori

### Distaccamento operativo
Un distaccamento operativo del Col Moschin (di solito sei per ciascuna compagnia) ha al suo interno: un incursore con specializzazione Combat Medic, un breacher (maneggio esplosivi), un disattivatore EOD-IEDD (artificiere), un SF JTAC – Special Forces Joint Terminal Attack Controller (controllo aereo avanzato), un addetto alla raccolta informativa e uno o due tiratori scelti.

## Formazione

### Selezione

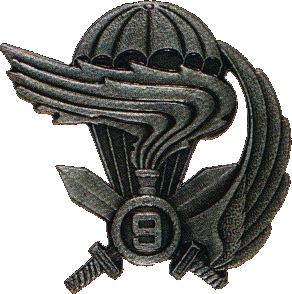
Fregio del Reggimento

I candidati al reparto vengono scelti attraverso un iter selettivo della durata di 21 giorni, presso il centro di addestramento BAI (Base Addestramento Incursori) di Pisa; successivamente vengono formati attraverso un lungo ciclo di addestramento della durata di circa due anni. La selezione e l'addestramento iniziale vengono svolti insieme ai candidati per il 185º Reggimento paracadutisti ricognizione acquisizione obiettivi "Folgore" e per il 4º Reggimento alpini paracadutisti, per poi proseguire la formazione specifica presso i loro reparti di destinazione. Partecipano alle selezioni ufficiali (grado di sottotenente e tenente), sottufficiali (sergenti o marescialli), VSP, VFP-4, e con un iter a loro dedicato i VFP1 di qualsiasi reparto e incarico.
Fase selettiva (7 settimane) è strutturata in pre-selezione e tirocinio di selezione. L'iniziale pre-selezione prevede diverse prove fisiche:
- corsa piana: 2000 m entro 8’20’’;
- trazioni alla sbarra: minimo 10 in 1’ (impugnatura prona);
- piegamenti sulle braccia (piegamenti/flessioni): minimo 30 in 1’;
- piegamenti alle parallele: minimo 10 in 1’;
- piegamenti addominali: minimo 40 in 1’;
- salita alla fune (**): 4 m entro 1’45’’ (qualunque tecnica);
- salto in alto: minimo 120 cm (qualunque tecnica);
- marcia celere: 7000 m entro 45’ (in uniforme da combattimento e servizi);
- marcia zavorrata: 10 km con zaino 10 kg entro 1h 12’;
- prova di apnea in piscina (**): 15 m lineari in uniforme da combattimento e servizi senza stivaletti;
- prova di galleggiamento (**): minimo 5’ in uniforme da combattimento e servizi senza stivaletti;
- prova di nuoto: 50 m entro 2’15’’ in uniforme da combattimento e servizi senza stivaletti (qualunque stile).

(**) Prova di sbarramento
Chi supera le pre-selezioni fisiche partecipa presso la 101ª Compagnia Allievi, al Tirocinio di selezione, seconda fase dell'iter selettivo, che include:
- 5 marce zavorrate a tempo, in uniforme da combattimento e zaino di 20 kg senza arma, su itinerari di difficoltà, dislivello e distanza variabile;
- prove d'ardimento, presso il complesso "Lustrissimi" di Livorno, che prevedono il superamento di percorsi di guerra, ostacoli aerei e ponti di corda, per accertare le doti di coraggio, coordinazione e velocità.
- test d'acquaticità e anfibia, alla base a mare, nuoto di superficie e voga.

### Fase formativa comune (19 settimane)
- Corso di paracadutismo Fune di Vincolo (FV) (4 settimane) presso il Centro Addestramento Paracadutisti (CAPAR) della Brigata paracadutisti "Folgore", permette agli aspiranti di conseguire il brevetto di paracadutista militare per chi non ne risulta già titolare;
- Corso Operatore Basico per Operazioni Speciali (OBOS) (15 settimane), a fattor comune sotto egida del RAFOS nelle sedi di Livorno e di Montorio Veronese. È incentrato sul potenziamento della prestanza e della resistenza fisica e sull’acquisizione delle nozioni di base per la pianificazione e la condotta delle Operazioni Speciali. Include la formazione teorico pratica sulla topografia, alle marce topografiche, all'apprendimento delle tecniche di orientamento e di navigazione terrestre, procedure tecnico tattiche (PTT) delle FOS, addestramenti tecnici specifici sulle trasmissioni, sulle procedure di pronto soccorso e medicina tattica con la frequenza di un corso che ricalca il BLS (Basic Life Support).

### Fase formativa specialistica
Dopo aver superato il corso Operatore Basico Operazioni Speciali – OBOS, i futuri incursori rimangono al RAFOS per incominciare l'addestramento specialistico riservato alla formazione degli operatori del 9º Reggimento Col Moschin. Questa fase è della durata di 52 settimane.

#### Corso Combattimento per Forze Speciali (CCFS)
Della durata di 23 settimane, è condotto, come nell'OBOS, da istruttori di grande esperienza assegnati al RAFOS a rotazione dalle compagnie operative del Nono, si tiene interamente presso il RAFOS ed è suddiviso in diverse parti:
- Sopravvivenza, evasione e fuga, resistenza agli interrogatori, della durata di 3 settimane.
- Corso Maneggio Esplosivi, della durata di 8 settimane, che insegna le tecniche e le procedure di maneggio degli esplosivi, sulle tecniche di sabotaggio e di demolizione speditiva.
- Combat Medic secondo i protocolli Combat Life Support, che forniscono i rudimenti delle tecniche di primo soccorso.
- Modulo di operatore radio per Forze Speciali, che abilita all'impiego delle sofisticate apparecchiature radio VHF, HF e satellitari in dotazione, necessarie a garantire le comunicazioni tattiche e strategiche.
- Procedure Tecnico Tattiche per Forze Speciali (PTT/FS), per l'approfondimento delle procedure del distaccamento operativo incursori nelle situazioni tipiche d'impiego.

Infine viene approfondita la conoscenza di tutte le armi leggere in dotazione al reparto e gli allievi frequentano un ciclo di lezioni sulla fotointerpretazione delle riprese aeree. Al termine, conseguito il brevetto di "Guastatore Paracadutista", l'allievo affronterà la fase successiva, il corso di qualificazione Incursore Paracadutista.

#### Corso Combattimento Avanzato per Forze Speciali (CCAFS)
Della durata di 5 settimane e destinato ad approfondire le tecniche avanzate di combattimento in ambiente urbano, di tiro istintivo, discriminato e ravvicinato, di irruzione e intervento nei più disparati scenari contro obiettivi posti all'interno di varie tipologie di edifici.

### Abilitazione da Incursore
I candidati, che hanno terminato con successo la prima fase di specializzazione, incominciano il "Corso di qualificazione Incursore Paracadutista", che ha lo scopo di completare la formazione degli allievi, specializzare il personale e renderlo in grado di operare nei diversi ambienti e scenari di impiego peculiari delle forze speciali. Il perfezionamento include una serie di corsi di durata variabile gestiti direttamente dal RAFOS o svolti presso enti scolastici esterni e sono i seguenti:
- Corso di mobilità anfibia, della durata di sei settimane, per l'apprendimento delle tecniche delle operazioni anfibie, che include esercitazioni di navigazione diurna e notturna con gommoni con motore fuoribordo, pratica del nuoto operativo di superficie, messa a mare e recupero veloce da imbarcazioni in movimento e conoscenza sia teorica sia pratica dei mezzi nautici in dotazione al reparto: battelli a scafo rigido, canoe, gommoni autogonfianti a scafo rigido. Al termine del corso viene conseguita la patente nautica per l'impiego dei mezzi più piccoli entro la fascia costiera delle 12 miglia.
- Corso Riconoscimento Mezzi e Materiali, della durata di 3 settimane, per la conoscenza e riconoscimento delle armi, i mezzi e le uniformi di alcune forze armate straniere.
- Corso di Paracadutismo con la Tecnica della Caduta Libera (TCL), al superamento del traguardo di 20 lanci con la tecnica della fune di vincolo; si svolge presso il Centro Addestramento Paracadutismo (CAPAR) di Pisa per un periodo compreso tra le cinque e le sei settimane, durante le quali si effettuano lanci ad apertura comandata da una altezza massima di 3-4000 metri (10.000 piedi).
- Corso basico Addestramento Alpinistico (CA1), presso il Centro Addestramento Alpino (CEALP) di Aosta, della durata di 6 settimane (dal 2011), per fornire le conoscenze fondamentali relative alle tecniche d'arrampicata e movimento in montagna, necessarie a conferire la capacità di operare in ambienti montani in condizioni di sicurezza.
- Corso basico di Addestramento Sciistico (CS1), sempre presso il CEALP di Aosta, della durata di 6 settimane dal 2011 dedicate all'apprendimento delle tecniche di movimento in montagna in ambiente innevato: sci alpinistico e sci di fondo, prevenzione delle valanghe e sopravvivenza in climi freddi.
- Corso Basico di Lingua Inglese, della durata di 5 settimane, presso la SLEE (Scuola di Lingue Estere dell'Esercito) di Perugia, o presso istituti scolastici convenzionati a Livorno.

Al termine di questo lungo processo formativo, i candidati ricevono l'agognato brevetto da Incursore Paracadutista e transitano in un distaccamento di compagnia operativa.

### Corsi ulteriori di perfezionamento e specializzazione

#### Corsi di perfezionamento
- Corso Subacqueo, della durata di 12 settimane, presso il COMSUBIN del Varignano (La Spezia), per apprendere a operare con sicurezza nell'ambiente marino, con un approfondimento delle tecniche di nuoto operativo di superficie e subacqueo, e per conseguire l'abilitazione all'uso degli apparati subacquei A.R.O. (Auto Respiratore ad Ossigeno) e A.R.A. (Auto Respiratore ad Aria).
- Corso di Perfezionamento Alpinistico e Sciistico, presso il Centro addestramento alpino di Aosta, per l'approfondimento delle tecniche alpinistiche e per l'apprendimento della capacità d'agire in ambienti artici e d'alta montagna, ed elevare il grado di mobilità operativa in condizioni particolarmente impegnative e in presenza di un avversario addestrato a operare in montagna. Il succedersi dei corsi può portare all'ottenimento delle qualifiche di istruttore o istruttore militare scelto di sci e di combattimento in montagna.
- Corso Avanzato di Paracadutismo, della durata di 3-4 settimane, per l'apprendimento delle tecniche per lanci ad alta quota (di 7.000-11.000 metri) con ossigeno ad apertura a quote basse – HALO (High Altitude Low Opening), o con apertura ad alta quota e navigazione sotto vela – HAHO (High Altitude High Opening).

#### Corsi per specialità
- Corso Tiratore scelto, tenuto presso il Reggimento, per l'abilitazione al corretto utilizzo dei numerosi fucili di precisione in dotazione, derivato dal S.O.T.I.C. (Special Operations Target Interdiction Course) statunitense, studiato per il calibro.308.
- Corso FAC (Forward Air Controller), per abilitazione alle missioni relative alla direzione da terra degli attacchi aerei e la designazione ai piloti degli obiettivi, tenuto presso la Scuola di Aerocooperazione dell'Aeronautica Militare, della durata di cinque settimane (tre teoriche e due pratiche). Tale qualifica è limitata agli elementi in possesso del necessario livello di conoscenza della lingua inglese (che può essere conseguita con la frequenza del corso avanzato alla SLEE di Perugia). Di norma, il corso è seguito da quello di Controllore del Fuoco per Operazioni Speciali (CF/OS), di ulteriori tre settimane. Tutto ciò prelude all'abilitazione alla funzione di Laser Target Marking (FAC/LTM) per l'impiego dei designatori laser in dotazione al Reggimento.
- Corso Combat Medic. A livello nazionale gli Incursori destinati a questo settore conseguono la qualifica di "Soccorritore militare" presso la Scuola di Sanità di Roma, dopo un corso di tre settimane che garantisce, tra l'altro, una sorta di veste legale per operare nell'ambito del primo soccorso, anche se con significative limitazioni. Inoltre si può frequentare lo "Special Operations Combat Medics (SOCM) Course", svolto presso l'ISTC di Pfullendorf e che insegna le procedure fondamentali di pronto soccorso, come fermare le emorragie e garantire una corretta terapia infusionale e anti shock, e il corso "18D – Special Operations Combat Medic" dei Berretti Verdi americani.
- Corso EOD (Operatore Bonifica Ordigni Esplosivi) e Corso IEDD (Operatore Bonifica Ordigni Esplosivi Improvvisati),da frequentare presso il Centro Addestramento EOD della Scuola del Genio dell'Esercito.

#### Altri corsi
- Corso Scorte e Protezione ravvicinata di personalità, tenuto al Reggimento, sulle tecniche di protezione e scorta di V.I.P, della durata di cinque settimane.
- Corso avanzato di lingua inglese, di approfondimento del corso base, per una completa conoscenza della lingua inglese, presso la Scuola Lingue Estere dell'Esercito di Perugia.

## Armamento individuale
| Nome                                  | Calibro                          | Tipo                                 | Nazionalità |
| ------------------------------------- | -------------------------------- | ------------------------------------ | ----------- |
| Extrema Ratio Col Moschin             |                                  | Coltello da combattimento            | Italia      |
| Extrema Ratio 39-09 COFS              |                                  | Coltello da combattimento            | -           |
| Extrema Ratio NIMBUS                  |                                  | Coltello da combattimento            | Italia      |
| Glock 17                              | 9x19 mm Parabellum               | pistola semiautomatica               | Austria     |
| Beretta APX                           | 9x19 mm Parabellum               | pistola semiautomatica               | Italia      |
| Beretta 92                            | 9x19 mm Parabellum               | pistola semiautomatica               | Italia      |
| FN Five-seveN                         | 5,7x28 mm                        | pistola semiautomatica               | Belgio      |
| Heckler & Koch MP5A3/A4/SD3/SD5/Kurtz | 9x19 mm Parabellum               | Mitra                                | Germania    |
| Heckler & Koch MP7                    | 4,6x30 mm                        | pistola mitragliatrice/PDW           | Germania    |
| FN P90                                | 5,7x28 mm                        | pistola mitragliatrice/PDW           | Belgio      |
| Colt M4                               | 5,56x45 mm NATO                  | fucile d'assalto                     | Stati Uniti |
| Colt M4 0923 cqb                      | 5,56x45 mm Nato                  | fucile d'assalto                     | Stati Uniti |
| Beretta ARX-160A2                     | 5,56x45 mm NATO                  | fucile d'assalto                     | Italia      |
| Beretta SCP 70/90                     | 5,56x45 mm NATO                  | fucile d'assalto                     | Italia      |
| Benelli M4 Super 90                   | 12                               | fucile a canna liscia semiautomatico | Italia      |
| Beretta RS202                         | 12                               | fucile a pompa                       | Italia      |
| Fabarm STF12                          | .12                              | fucile a pompa                       | Italia      |
| Heckler & koch G3SG1                  | 7,62X51mm                        | fucile di precisione                 | Germania    |
| Knight’s Armament SR25                | 7,62X51mm                        | fucile di precisione                 | Stati Uniti |
| Victrix Pugio                         | 7,62X51mm                        | Fucile di precisione                 | Italia      |
| Victrix Corvo                         | .50BMG                           | Fucile anti-materiali                | Italia      |
| Victrix Scorpio                       | .338 Lapua Magnum                | Fucile di precisione                 | Italia      |
| Sako TRG-42                           | .338 Lapua Magnum                | fucile di precisione                 | Finlandia   |
| Accuracy International AWM            | .338 Lapua Magnum                | fucile di precisione                 | Regno Unito |
| Accuracy International AXMC           | .338 Lapua Magnum / Multicalibro | Fucile di precisione                 | Regno Unito |
| GAC Thunder                           | .408 Ceytac                      | fucile di precisione                 | Italia      |
| Accuracy International AW50           | .50BMG                           | Fucile anti-materiali                | Regno Unito |
| PGM Hecate II                         | .50BGM                           | Fucile anti-materiali                | Francia     |
| Barrett M82                           | .50BGM                           | fucile anti-materiali                | Stati Uniti |
| FN Minimi                             | 5,56X45mm                        | mitragliatrice leggera               | Belgio      |
| FN Minimi                             | 7,62X51                          | mitragliatrice leggera               | Belgio      |
| Beretta MG 42/59                      | 7,62X51mm                        | Mitragliatrice leggera               | Italia      |
| Browning M2                           | 12,7X99                          | Mitragliatrice pesante               | Stati Uniti |
| Heckler & Koch GL69A1                 | 40X46                            | Lancia granate monocolpo             | Germania    |
| RM Equipment M203                     | 40X46                            | lancia granate monocolpo             | Stati Uniti |
| Milkor MGL-140                        | 40X46                            | lancia granate a tamburo             | Stati Uniti |
| Heckler & Koch GMG                    | 40X53                            | lancia granate automatico            | Germania    |
| General Dynamics MK19                 | 40X53                            | lancia granate automatico            | Stati Uniti |
| Nammo M72A12 LAW                      | 66mm                             | lanciarazzi                          | Norvegia    |
| Dynamit Nobel Panzerfaust 3           | 110mm                            | lanciarazzi                          | Germania    |
| Rafael SPIKE ML/LR/ER                 | 130mm MR/LR 170mmER              | missili controcarro fire and forget  | Israele     |

## Operazioni note

### Italcon Libano 2
Il 15 marzo 1983 alle 21:00 una pattuglia del Battaglione San Marco cadde in un'imboscata nei pressi del campo di Sabra, in Libano, e quattro marò rimasero feriti, di cui uno gravemente. Quella stessa notte l'allora generale di brigata Franco Angioni, comandante della missione Italcon ed ex comandante del Col Moschin, decise di uscire con gli incursori per intercettare gli assalitori, che ancora non avevano lasciato la zona. Al contatto col nemico iniziò un violento scontro a fuoco, nel quale i libanesi si batterono con armamento più pesante e armi controcarro. Nel combattimento tre incursori rimasero feriti e si decise di sospendere l'azione. Uno degli italiani perse una gamba.
Il giorno dopo, 16 marzo, al contingente italiano arrivò un messaggio via radio dal comando dell'esercito israeliano:
"Comunicate al vostro comandante che siete ammirati, perché in Medio Oriente nessuno combatte di notte."
Il 18 marzo il sottocapo del Battaglione San Marco Filippo Montesi di 19 anni, ferito nell'imboscata, fu trasferito in Italia per essere operato all'ospedale militare del Celio. Nonostante l'intervento dei medici, egli morì il 22 marzo.

### Achille Lauro
Lunedì 7 ottobre 1985, il giorno del sequestro dell'Achille Lauro (avvenuto alle ore 13:15), già in tarda serata 60 incursori del Col Moschin arrivarono alla base militare di Akrotiri, nell'isola di Cipro, messa a disposizione dal governo britannico, pronti a intervenire seguendo un piano sviluppato insieme all'UNIS del COMSUBIN, presenti in fase di pianificazione. I sessanta operatori avrebbero dovuto effettuare una "saturazione a macchia d'olio" e lo sgombero degli ostaggi, mentre gli operatori UNIS del COMSUBIN avrebbero effettuato l'irruzione iniziale. I fatti andarono diversamente e prevalse la linea diplomatica.

### Somalia
Il 13 dicembre 1992, scattata l'operazione Restore Hope in Somalia, un C-130 Hercules della 46ª Aerobrigata arrivò a Mogadiscio con una squadra di incursori del 9º Reggimento "Col Moschin". Gli operatori occuparono il palazzo dell'ambasciata italiana, lasciata abbandonata dopo lo scoppio della guerra civile nel 1991.
Il 5 giugno 1993, alle 09:30 un flash del corrispondente dell'agenzia di stampa ANSA Remigio Benni, unico giornalista presente a Mogadiscio, parla di "situazione drammatica, disordini e sparatorie". Un reparto di caschi blu pakistani cade in un'imboscata dei miliziani somali di Mohammed Farah Aidid nei pressi di Radio Mogadiscio: 24 soldati sono massacrati a colpi di Kalashnikov e di mitragliatrice. L'intervento di circa 20 incursori, guidati dal tenente colonnello Marco Bertolini, evitò una strage di proporzioni ancora maggiori. Le forze speciali italiane, combattendo corpo a corpo, portarono in salvo circa 80 pakistani delle forze ONU.
Quattro settimane dopo, il 2 luglio 1993, avvenne la battaglia del pastificio. Un gruppo di intervento italiano, composto da paracadutisti della Folgore, cavalleria corazzata e fanteria, riuscì a salvare molti militari italiani rimasti intrappolati in un'imboscata congegnata dai miliziani somali, subendo però gravi perdite: 3 morti e 26 feriti. Tra i morti uno degli incursori, il sergente maggiore Stefano Paolicchi, 30 anni, colpito sul lato destro della milza, nell'unica parte non protetta dal giubbetto antiproiettile. Per il suo contributo all'azione verrà decorato con la medaglia d'oro al valor militare (alla memoria).

### Ruanda
Nel 1994, in Ruanda, gli Incursori ebbero il compito di evacuare i civili italiani dalla terra africana martoriata dalla guerra. L'operazione, detta Operazione Ippocampo, si concluse il 19 novembre con il recupero dei connazionali.
Nel corso del genocidio del Ruanda, perpetrato contro i tutsi e gli hutu moderati, che ha devastato il paese centrafricano, il "Col Moschin" tornò a più riprese nel paese portando in salvo molti connazionali ed evacuando numerosi bambini locali. In conseguenza all'operazione, perse la vita il sergente maggiore Marco Di Sarra (già decorato di medaglia di bronzo al valore dell'Esercito per il suo comportamento in Somalia durante l'operazione IBIS), colpito da una forma grave di malaria.
L'Italia per consentire l'evacuazione dei suoi connazionali inviò un distaccamento composto da operatori del "Col Moschin" e da incursori del Comsubin trasportati da velivoli dell'Aeronautica Militare. Giunti a Kigali, la capitale, il gruppo iniziò la sua attività in un clima di tragedia muovendosi tra corpi lasciati agli angoli delle strade; occorse recuperare persone a vari chilometri dall'aeroporto e il distaccamento non aveva potuto portare mezzi di trasporto con sé; contattati, gli altri contingenti non resero disponibili alcun mezzo, così gli operatori decisero di requisire dei pick up civili all'aeroporto e, dopo aver smontato le portiere e averli adattati alle loro esigenze, si diressero verso i luoghi dove rimanevano civili da recuperare. Muovendosi sempre con le armi pronte, gli operatori riuscirono a evacuare tutti, affrontando anche molte resistenze. Il generale canadese Romeo Dallaire, comandante della missione militare ONU in Ruanda UNAMIR, e presente a Kigali durante il genocidio, nel suo libro "Shake Hands With the Devil" (da cui è tratto l'omonimo film) critica i soldati italiani per aver "vandalizzato" l'aeroporto di Kigali e alcuni automezzi che vi trovarono. Nel suo libro Dallaire deplora più volte il comportamento delle forze europee che intervennero a Kigali, non coordinandosi con l'UNAMIR e limitandosi all'evacuazione di civili europei senza prestare soccorso ai civili ruandesi.

### Bosnia e Erzegovina
Il 9º Reggimento è stata la prima unità italiana a mettere piede in Bosnia nel quadro del Contingente italiano nell’operazione Joint Guard della NATO, durante il rigido dicembre 1995.
Dall’inizio della missione gli Incursori sono stati sempre presenti nell’Area Operativa, per lo svolgimento di compiti di particolare delicatezza. Sempre in condizioni di spiccato isolamento e di forte inserimento nella realtà sociale locale. Le unità del reggimento operano con carattere di continuità del settore nazionale, soprattutto nelle aree più delicate come gli abitati di Pale e Gorazde.
L’operazione in Bosnia rappresenta un impareggiabile banco di prova per il reparto, per la prima volta nella sua storia impiegato con carattere di profonda integrazione nel contesto NATO. In particolare, gli incursori oltre ad operare sul terreno, vengono impiegati nei Comandi a diretto contatto con le altre Forze Speciali alleate, quali quelle francesi, britanniche e statunitensi, affrontando costantemente le sfide rappresentate dall’adozione di procedure operative molto più complesse di quelle nazionali, se non altro per l’ineliminabile barriera linguistica.
In questi anni di operazione, gli Incursori sono divenuti profondi conoscitori del Paese e della mentalità delle popolazioni locali. In ripetute e delicate situazioni di crisi, come l’abbandono di Grbavica (Sarajevo) da parte della popolazione serbo-bosniaca, nell’inverno del 1995, gli operatori del 9° hanno messo in luce elevati livelli di professionalità, non disgiunti da uno spiccato buon senso e da una forte carica umana che li hanno fatti unanimemente apprezzare dalla popolazione. Gli Incursori, grazie alla loro prolungata permanenza in Teatro d’Operazione, si propongono quale prezioso elemento di continuità in un contesto caratterizzato da Comandi di Contingente in continua rotazione e si sanno proporre quali “risolutori di problemi” efficientissimi. Con questi presupposti, gli uomini del 9°, vengono impiegati, insieme a tutti gli altri reparti di Special Force presenti in Bosnia, come team JCO (Joint Commission Observer).
Il termine "JCO" nel contesto della Bosnia-Erzegovina (BiH) si riferisce al programma di osservazione della Commissione congiunta (JCO), che è stato una parte della Forza di stabilizzazione e verifica (SFOR) durante la guerra in Bosnia. Questo programma ha fornito al comandante della SFOR un mezzo per entrare in contatto e influenzare i leader locali, regionali e nazionali delle fazioni in guerra, nonché altri individui influenti. I team JCO del reggimento erano dislocati a Pale e Gorazde. 

### Albania
A Marzo del 1997 alcuni distaccamenti del reggimento furono impiegati per recuperare connazionali in difficoltà in Albania ed agevolarne il rientro. Fu adibita una base temporanea all'aeroporto di Brindisi e con i CH-47 venivano organizzate missioni giornaliere per riportare in Italia chi volesse tornare.
La missione "Alba" è stata la prima forma di intervento multinazionale (con Francia, Turchia, Grecia, Spagna, Romania, Austria e Danimarca) promossa e guidata dall'Italia.
Gli Incursori del 9º Reggimento organizzarono il "comitato di benvenuto" per agevolare lo sbarco delle truppe italiane al porto di Durazzo. 
Sollecitata dall'OSCE e dall'ONU e approvata il 9 aprile 1997 dal Parlamento si è svolta dal 13 aprile al 12 agosto. La presenza dei militari ha consentito di raffreddare la situazione albanese, degenerata all'inizio del 1997 principalmente a causa del fallimento di società di investimento che avevano di fatto bruciato i risparmi di molti cittadini.
La Forza Multinazionale di Protezione (FMP) ha effettuato in quattro mesi di attività circa 1.700 azioni operative, in massima parte per la scorta a convogli che hanno consentito alle Organizzazioni umanitarie di distribuire oltre 5.700 t di viveri, medicinali, sementi e vestiario. Per i turni elettorali del 29 giugno e del 6 luglio sono state inoltre effettuate 674 missioni di sicurezza a favore degli osservatori OSCE.

### Afghanistan
Nel settembre 2007 il Reggimento ha partecipato, insieme all'SBS britannico, a un blitz per liberare due agenti del servizio di sicurezza italiano, l'AISE, rapiti pochi giorni prima nella provincia di Farah, nell'Ovest dell'Afghanistan. Gli incursori italiani fornirono la copertura di sicurezza, mentre l'assalto finale fu effettuato dai soldati britannici dotati di appositi mezzi a trazione integrale. L'operazione non ha avuto possibilità di pianificazione, poiché i terroristi hanno improvvisamente cercato di trasferire i prigionieri e gli incursori sono dovuti intervenire immediatamente. Nella battaglia che ne è seguita, i due agenti dell'AISE sono rimasti gravemente feriti, forse da fuoco amico, e uno dei due è morto alcuni giorni dopo. Per ulteriori informazioni in merito, fare riferimento alla pagina dedicata alla TF45.

### Iraq
30 incursori del Col Moschin nel 2015 hanno operato con forze speciali americane contro l'ISIS in una nuova base militare creata a Taqaddum, tra Falluja e Ramadi.

### Libia
Almeno 40 incursori (forse anche più) sono stati inviati sul terreno per addestrare, coordinare, aiutare negli scontri i ribelli del CNT e per illuminare i bersagli agli aerei NATO.

### Italia
Un contingente di 43 incursori è stato inviato in Emilia Romagna a causa dell'alluvione, tra il 19 e il 20 maggio 2023.

## Onorificenze

### Individuali
Nel corso della prima guerra mondiale vennero conferite a militari del IX Reparto d'Assalto numerose decorazioni, tra cui un Ordine Militare di Savoia, 3 Medaglie d'Oro al Valore Militare, 147 Medaglie d'Argento al Valor Militare, 88 Medaglie di Bronzo al Valor Militare ed 8 Croci di Guerra al Valor Militare. 
Nel corso della seconda guerra mondiale sono state concesse diverse decorazioni al Valor Militare tra le quali:.

## Persone legate al reparto
- Giannino Caria (Tragedia della Meloria)
- Franco Angioni
- Franco Monticone
- Marco Bertolini
- Nicola Zanelli
- Paolo Nespoli
- Stefano Paolicchi
- Alessandro Romani
- Roberto Vannacci

## Nella cultura di massa
- Nel videogioco Call of Duty: Modern Warfare è presente l'operatore denominato "Morte" (Sergio Sulla). Nella sua biografia è spiegato che ha prestato servizio nel 9º Reggimento prima di entrare in "Warcom" (una delle fazioni del gioco). L'operatore è basato e doppiato da Fabio Rovazzi.
- Il reggimento appare nel film Le ultime 56 ore.
- Il reggimento è raccontato in numerosi libri tra i quali Il Reparto di Paolo Palumbo.